# Лесковица при Шмартнем
Лесковица при Шмартнем (словен. Leskovica pri Šmartnem) је насељено место у општини Шмартно при Литији, Средњесловенска регија, Словенија.

## Историја
До територијалне реорганизације у Словенији била је у саставу старе општине Литија.

## Становништво
У попису становништва из 2011. године, Лесковица при Шмартнем је имала 66 становника.
| Број становника према пописима | Број становника према пописима | Број становника према пописима |
| ------------------------------ | ------------------------------ | ------------------------------ |
| 1991                           | 2002                           | 2011                           |
| 54                             | 65                             | 66                             |

Напомена: До 1953. исказивано под именом Лесковица.